# Snack
Een snack of tussendoortje is een kleine maaltijd die meestal buiten de normale maaltijden genuttigd wordt.
In Nederland wordt de term snack dikwijls gebruikt om bepaalde gefrituurde gerechten aan te duiden. In Vlaanderen zijn de termen tienuurtje (voormiddag) en vieruurtje (namiddag) gangbaar. Ze duiden op de tijdstippen tussen de normale maaltijden waarop een tussendoortje het meest gegeten wordt. Een tien- of vieruurtje kan evengoed een stuk fruit of zuivelproduct zijn en is dus niet per se ongezond.

## Etymologie
Het woord snack is via het Engels afkomstig van het Middelnederlandse begrip 'snacken' (gretig toehappen).

## Gezondheidsrisico's
Doordat een snack meestal als aanvulling op de normale voeding wordt gegeten, en doordat ze op wisselende tijdstippen genuttigd wordt, zijn snacks een belangrijke oorzaak van overgewicht. Bovendien bevatten snacks vaak veel vet en koolhydraten, waardoor ze veel calorieën bevatten en daardoor overgewicht kunnen veroorzaken als ze te vaak gegeten worden.

## Soorten snacks
Voorbeelden van populaire snacks in Nederland zijn friet, (broodje) kroket (meestal rund- of kalfsvleeskroket, maar ook: satékroket, goulashkroket), (broodje) frikandel, hamburger, hotdog (ook met braadworst ertussen), chips en borrelnootjes.

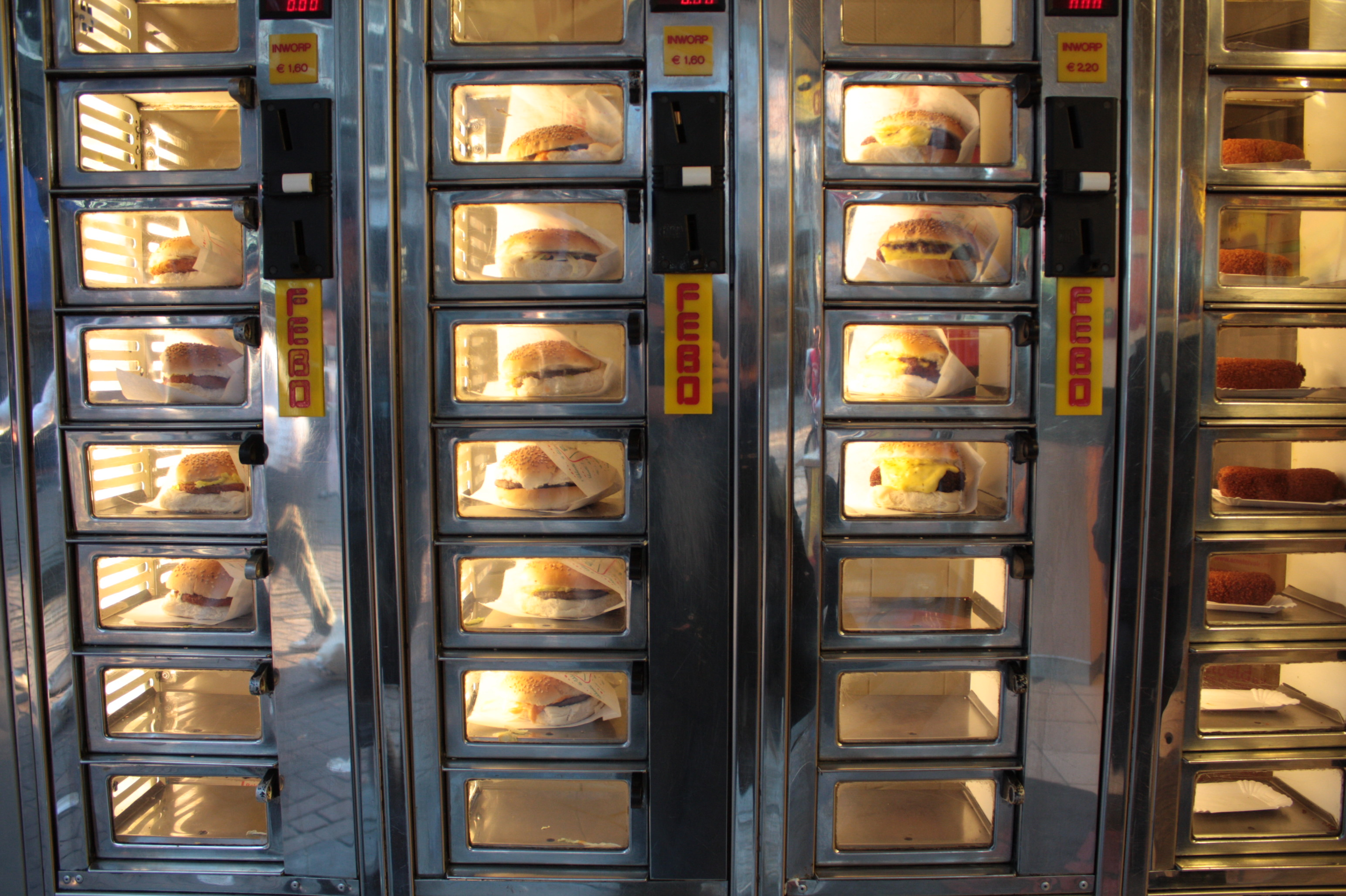
Een snackmuur

Met name frituren en cafetaria's bieden een gevarieerd aanbod aan snacks: naast de eerdergenoemde frikandel, kroket en hamburger kennen die nog de bami- en nasischijf (of -blok), tosti, knak-, bock- en curryworst, de pikanto (gekruide gehaktstaaf), vlampijp (heetgekruide vleesloempia), mexicano, sjasliek, reifkoek (aardappelschijf), berenhap (schijven gesneden gehaktbal afgewisseld met uien op een stokje en een pikante korst rond), sitostick (blokjes kalkoenvlees, afgewisseld met uien op een stokje en als geheel door een beslag gehaald), kaassoufflé, kipcorn, shoarmarol, smulrol en de portie bitterballen. In Noord-Nederland en Oost-Nederland vindt men ook de eierbal. Dit ruime aanbod heeft met name rond 2000 een vlucht genomen toen ook frituren ingevolge marketing zich meer met productdifferentiatie zijn gaan bezighouden.